# Valea Teiului
Valea Teiului – wieś w Rumunii, w okręgu Mehedinți, w gminie Breznița-Motru. W 2011 roku liczyła 57 mieszkańców.